# Кэмму
Кэмму (яп. 建武 кэмму) — девиз правления (нэнго), использовавшийся в 1334—1336 годах японским императором Го-Дайго и в 1336—1338 годах императором Комё.

## Продолжительность
В течение двух лет девиз Кэмму был общим для всей империи, но в 1336 году император Го-Дайго (Южная ветвь императорской семьи) бежал из Киото и объявил новый девиз правления Энгэн. Императорская династия династия фактически разделилась на две: южную и северную. Во главе Южного Двора стал Го-Дайго, а во главе Северного — император Комё, который продолжал отсчитывать годы Кэмму, пока не переменил в 1338 году девиз правления на Рякуо.
Временные границы эры:
- Начало: 29-й день 1-й луны 4-го года Гэнко (по юлианскому календарю — 5 марта 1334);
- Конец:
  - Южный Двор: 29-й день 2-й луны 3-го года Кэмму (по юлианскому календарю — 11 апреля 1336);
  - Северный Двор: 28-й день 8-й луны 5-го года Кэмму (по юлианскому календарю — 11 октября 1338).

## Происхождение
Название нэнго было заимствовано из 1-го цзюаня древнекитайского сочинения Хоу Ханьшу:「建元為建武」.

## События
даты по юлианскому календарю
- 1333—1336 — реставрация Кэмму — попытка императора Го-Дайго вернуть власть после падения Камакурского сёгуната. Планы были сорваны самураем Асикага Такаудзи, который основал новый сёгунат Асикага, или сёгунат Муромати. Провал реставрации привёл к образованию двух конкурирующих императорских дворов, которые боролись за господство до 1392 года;
- 1334 год (1-й год Кэмму) — по указу императора Го-Дайго написана книга «Кэмму нэнтю-гёдзи» («Обряды годов Кэмму»), в которой описывались придворные ритуалы и церемонии; книга должна была помочь процессу возрождения древнего придворного этикета[6];
- 1334 год (1-й год Кэмму) — сторонники рода Ходзё — Акабаси Сигэтоки (монах Кэмпо), а также Хомма, Сибуя, Кику, Итода и другие — подняли восстание, но были разбиты и все погибли[7];
- 1335 год (7-я луна 2-го года Кэмму) — Нака сэндай но ран (яп. 中先代の乱) — восстание сторонников рода Ходзё (Фудзивара Киммунэ, Ходзё Токиюки, Сува Ёрисигэ и др.). Войско повстанцев численностью пять тысяч человек двинулось на Камакуру и нанесло поражение Асикага Тадаёси. Однако Асикага Такаудзи наголову разбил повстанческое войско под предводительством Нагоя Токимото; Ходзё Токиюки спасся бегством[7];
- 1335 год (2-й год Кэмму) — восстание Нагоя Токиканэ на севере, также было подавлено[7];
- 4 июля 1336 года (25-й день 5-й луны 3-го года Кэмму) — Битва при Минатогава;
- 1336 год (3-й год Кэмму) — анонимный автор опубликовал «Кэмму нэнкан ки» (яп. 建武記), хронику годов Кэмму; текст является источником информации о законах, правительстве, чиновниках, пахотных землях и поместьях, пожалованных императором знати или религиозным организациям[8];
- 1336 год (3-й год Кэмму) — Асикага Такаудзи выпустил правовой кодекс «Кэмму сикимоку» из 17 статей, регулирующий поведение знати[9].

## Сравнительная таблица
Ниже представлена таблица соответствия японского традиционного и европейского летосчисления. В скобках к номеру года японской эры указано название соответствующего года из 60-летнего цикла китайской системы гань-чжи. Японские месяцы традиционно названы лунами.
| 1-й год Кэмму (Деревянная Собака) | 1-я луна*       | 2-я луна   | 3-я луна* | 4-я луна  | 5-я луна* | 6-я луна  | 7-я луна* | 8-я луна               | 9-я луна    | 10-я луна* | 11-я луна               | 12-я луна     |                |
| --------------------------------- | --------------- | ---------- | --------- | --------- | --------- | --------- | --------- | ---------------------- | ----------- | ---------- | ----------------------- | ------------- | -------------- |
| Юлианский календарь               | 5 февраля 1334  | 6 марта    | 5 апреля  | 4 мая     | 3 июня    | 2 июля    | 1 августа | 30 августа             | 29 сентября | 29 октября | 27 ноября               | 27 декабря    |                |
| 2-й год Кэмму (Деревянная Свинья) | 1-я луна*       | 2-я луна   | 3-я луна* | 4-я луна* | 5-я луна* | 6-я луна  | 7-я луна* | 8-я луна               | 9-я луна    | 10-я луна* | 10-я луна* (високосная) | 11-я луна     | 12-я луна      |
| Юлианский календарь               | 26 января 1335  | 24 февраля | 26 марта  | 24 апреля | 23 мая    | 21 июня   | 21 июля   | 19 августа             | 18 сентября | 18 октября | 16 ноября               | 15 декабря    | 14 января 1336 |
| 3-й год Кэмму (Огненная Крыса)    | 1-я луна        | 2-я луна*  | 3-я луна  | 4-я луна* | 5-я луна* | 6-я луна  | 7-я луна* | 8-я луна               | 9-я луна*   | 10-я луна  | 11-я луна               | 12-я луна     |                |
| 1-й год Энгэн                     | 1-я луна        | 2-я луна*  | 3-я луна  | 4-я луна* | 5-я луна* | 6-я луна  | 7-я луна* | 8-я луна               | 9-я луна*   | 10-я луна  | 11-я луна               | 12-я луна     |                |
| Юлианский календарь               | 13 февраля 1336 | 14 марта   | 12 апреля | 12 мая    | 10 июня   | 9 июля    | 8 августа | 6 сентября             | 6 октября   | 4 ноября   | 4 декабря               | 3 января 1337 |                |
| 4-й год Кэмму (Огненный Бык)      | 1-я луна*       | 2-я луна   | 3-я луна* | 4-я луна  | 5-я луна* | 6-я луна* | 7-я луна  | 8-я луна*              | 9-я луна    | 10-я луна* | 11-я луна               | 12-я луна     |                |
| 2-й год Энгэн                     | 1-я луна*       | 2-я луна   | 3-я луна* | 4-я луна  | 5-я луна* | 6-я луна* | 7-я луна  | 8-я луна*              | 9-я луна    | 10-я луна* | 11-я луна               | 12-я луна     |                |
| Юлианский календарь               | 2 февраля 1337  | 3 марта    | 2 апреля  | 1 мая     | 31 мая    | 29 июня   | 28 июля   | 27 августа             | 25 сентября | 25 октября | 23 ноября               | 23 декабря    |                |
| 5-й год Кэмму (Земляной Тигр)     | 1-я луна        | 2-я луна*  | 3-я луна  | 4-я луна* | 5-я луна  | 6-я луна* | 7-я луна* | 7-я луна* (високосная) | 8-я луна    | 9-я луна   | 10-я луна*              | 11-я луна     | 12-я луна      |
| 3-й год Энгэн                     | 1-я луна        | 2-я луна*  | 3-я луна  | 4-я луна* | 5-я луна  | 6-я луна* | 7-я луна* | 7-я луна* (високосная) | 8-я луна    | 9-я луна   | 10-я луна*              | 11-я луна     | 12-я луна      |
| Юлианский календарь               | 22 января 1338  | 21 февраля | 22 марта  | 21 апреля | 20 мая    | 19 июня   | 18 июля   | 16 августа             | 14 сентября | 14 октября | 13 ноября               | 12 декабря    | 11 января 1339 |

* звёздочкой отмечены короткие месяцы (луны) продолжительностью 29 дней. Остальные месяцы длятся 30 дней.